# Spirotaenia truncata
Spirotaenia truncata là một loài Song tinh tảo trong họ Mesotaeniaceae, thuộc chi Spirotaenia.